# Stazione di Lambrinia
La stazione di Lambrinia è una fermata ferroviaria posta sulla linea Pavia-Cremona, a servizio del centro abitato di Lambrinia, frazione del comune di Chignolo Po.

## Storia
Nonostante la linea fosse stata attivata nel 1866, la fermata venne attivata solo successivamente.
Originariamente nota come "Camatta", assunse il nome attuale nel 1939.

## Strutture e impianti
La fermata utilizza come fabbricato viaggiatori un piccolo casello ferroviario, costruito nel tipico stile delle Strade Ferrate Meridionali, e risalente con ogni probabilità all'epoca dell'apertura della linea; vi è un unico binario, servito da un marciapiede.

## Movimento
La fermata è servita dai treni regionali in servizio sulla tratta Pavia–Codogno.